# Bahnstrecke Knappenrode–Sornoer Buden
| Strecke                                                                                              |       | von Falkenberg (Elster)                  | von Falkenberg (Elster)                  |
| Dienststation / Betriebs- oder Güterbahnhof                                                          | 0,00  | Knappenrode                              | 123 m                                    |
| Abzweig geradeaus und nach rechts                                                                    |       | nach Węgliniec und nach Bautzen          | nach Węgliniec und nach Bautzen          |
| Kreuzung geradeaus oben (Querstrecke außer Betrieb)                                                  | 2,00  | Lausitzer Grubenbahn                     | Lausitzer Grubenbahn                     |
| Abzweig geradeaus und ehemals von rechts                                                             |       | von Bautzen–Königswartha                 | 125 m                                    |
| Blockstelle                                                                                          | 3,66  | Abzw Weißkollm (ehem. Bf)                | 125 m                                    |
| Verschwenkung von links · Verschwenkung von rechts (Strecke außer Betrieb)                           |       | Trennung Ost- / Westgleis                | Trennung Ost- / Westgleis                |
| Brücke · Brücke (Strecke außer Betrieb)                                                              | 4,47  | Staatsstraße 108 (12 m)                  | Staatsstraße 108 (12 m)                  |
| Brücke über Wasserlauf · Brücke über Wasserlauf (Strecke außer Betrieb)                              | 4,79  | Kleine Spree (16 m)                      | Kleine Spree (16 m)                      |
| Strecke · Abzweig geradeaus und nach links (Strecke außer Betrieb)                                   | 9,42  | Anst Tagebau Burghammer (1956/1959)      | Anst Tagebau Burghammer (1956/1959)      |
| Abzweig geradeaus und ehemals von links · Abzweig geradeaus und nach rechts (Strecke außer Betrieb)  |       | Übergang Ost- / Westgleis                | Übergang Ost- / Westgleis                |
| Blockstelle · Strecke (außer Betrieb)                                                                | 9,68  | Abzw Spreewitz Süd                       | 118 m                                    |
| Abzweig geradeaus und nach rechts · Strecke (außer Betrieb)                                          |       | nach Graustein                           | nach Graustein                           |
| Abzweig geradeaus und ehemals von rechts · Strecke (außer Betrieb)                                   | 11,89 | Verbindungskurve von Abzw Spreewitz Nord | Verbindungskurve von Abzw Spreewitz Nord |
| Verschwenkung nach links · Verschwenkung nach rechts (Strecke außer Betrieb)                         |       |                                          |                                          |
| Dienststation / Betriebs- oder Güterbahnhof                                                          | 12,25 | Spreewitz                                | 115 m                                    |
| Brücke über Wasserlauf                                                                               | 13,25 | Kleine Spree (16 m)                      | Kleine Spree (16 m)                      |
| Abzweig ehemals geradeaus und nach rechts                                                            | 13,35 | Anst Vattenfall Europe                   | Anst Vattenfall Europe                   |
| Kreuzung geradeaus oben (Strecke geradeaus außer Betrieb)                                            |       | Grubenbahn                               | Grubenbahn                               |
| Brücke (Strecke außer Betrieb)                                                                       | 13,97 | Dorfstraße (10 m)                        | Dorfstraße (10 m)                        |
| Abzweig geradeaus und von links (Strecke außer Betrieb)                                              |       | von Mühlrose (Tagebau Nochten)           | von Mühlrose (Tagebau Nochten)           |
| Kreuzung geradeaus oben (Strecke geradeaus außer Betrieb)                                            | 15,41 | Werkbahn Schwarze Pumpe                  | Werkbahn Schwarze Pumpe                  |
| Abzweig ehemals geradeaus und von links                                                              |       | Anschluss zur Werkbahn                   | Anschluss zur Werkbahn                   |
| Abzweig ehemals geradeaus und nach links                                                             |       | Werkbahn                                 | Werkbahn                                 |
| Grenze (Strecke außer Betrieb)                                                                       | 18,00 | Landesgrenze Sachsen–Brandenburg         | Landesgrenze Sachsen–Brandenburg         |
| Bahnhof (Strecke außer Betrieb)                                                                      | 18,15 | Schwarze Pumpe (bis 1969 PV)             | 115 m                                    |
| Strecke mit Straßenbrücke (Strecke außer Betrieb)                                                    | 18,92 | Bundesstraße 97                          | Bundesstraße 97                          |
| Grenze (Strecke außer Betrieb)                                                                       | 19,30 | Landesgrenze Brandenburg–Sachsen         | Landesgrenze Brandenburg–Sachsen         |
| Kreuzung geradeaus oben (Strecke geradeaus außer Betrieb)                                            | 19,41 | Grubenbahn                               | Grubenbahn                               |
| Kreuzung geradeaus oben (Strecken außer Betrieb)                                                     | 19,72 | Grubenbahn                               | Grubenbahn                               |
| Strecke mit Straßenbrücke (Strecke außer Betrieb)                                                    | 21,41 | Bundesstraße 156                         | Bundesstraße 156                         |
| Dienststation / Betriebs- oder Güterbahnhof (Strecke außer Betrieb)                                  | 22,45 | Sabrodt                                  | 114 m                                    |
| Verschwenkung von links (Strecke außer Betrieb) · Verschwenkung von rechts (Strecke außer Betrieb)   |       | Nord- und Südgleis                       | Nord- und Südgleis                       |
| Abzweig geradeaus und nach links (Strecke außer Betrieb) · Strecke (außer Betrieb)                   | 25,50 | nach Hoyerswerda                         | nach Hoyerswerda                         |
| Kreuzung geradeaus oben (Strecken außer Betrieb) · Kreuzung geradeaus oben (Strecken außer Betrieb)  | 25,68 | Lausitzer Grubenbahn                     | Lausitzer Grubenbahn                     |
| Kreuzung geradeaus oben (Strecken außer Betrieb) · Kreuzung geradeaus oben (Strecken außer Betrieb)  | 25,82 | Neupetershain–Hoyerswerda                | Neupetershain–Hoyerswerda                |
| Abzweig geradeaus und von links (Strecke außer Betrieb) · Strecke (außer Betrieb)                    | 26,10 | von Hoyerswerda                          | von Hoyerswerda                          |
| Verschwenkung nach links (Strecke außer Betrieb) · Verschwenkung nach rechts (Strecke außer Betrieb) | 26,66 | Abzw Sabrodt West (ex Bluno Nord)        | 110 m                                    |
| Grenze (Strecke außer Betrieb)                                                                       | 29,30 | Landesgrenze Sachsen–Brandenburg         | Landesgrenze Sachsen–Brandenburg         |
| Dienststation / Betriebs- oder Güterbahnhof (Strecke außer Betrieb)                                  | 32,85 | Lieske                                   | 110 m                                    |
| Blockstelle (Strecke außer Betrieb)                                                                  | 35,83 | Abzw Sornoer Buden Ost 110 m             | Abzw Sornoer Buden Ost 110 m             |
| Abzweig geradeaus und nach rechts (Strecke außer Betrieb)                                            |       | nach Abzw Sornoer Buden Nord             | nach Abzw Sornoer Buden Nord             |
| Abzweig ehemals geradeaus und von rechts                                                             |       | von Cottbus                              | von Cottbus                              |
| |       |                                          |                                          |
| ehemalige Blockstelle                                                                                | 37,47 | Abzw Sornoer Buden West                  | Abzw Sornoer Buden West                  |
| |       |                                          |                                          |
| Strecke                                                                                              |       | nach Großenhain                          | nach Großenhain                          |

| Strecke (außer Betrieb)                                  |      | von Knappenrode              | von Knappenrode              |
| Blockstelle (Strecke außer Betrieb)                      | 35,8 | Abzw Sornoer Buden Ost       | Abzw Sornoer Buden Ost       |
| Abzweig geradeaus und nach links (Strecke außer Betrieb) |      | nach Abzw Sornoer Buden West | nach Abzw Sornoer Buden West |
| Abzweig ehemals geradeaus und von links                  |      | von Großenhain               | von Großenhain               |
| ehemalige Blockstelle                                    | 37,3 | Abzw Sornoer Buden Nord      | Abzw Sornoer Buden Nord      |
| Strecke                                                  |      | nach Cottbus                 | nach Cottbus                 |

Die Bahnstrecke Knappenrode–Sornoer Buden ist eine Hauptbahn in Brandenburg und Sachsen, die seit ihrer Erbauung um 1960 bis 1990 komplett im Bezirk Cottbus lag. Heute ist nur noch der in Sachsen gelegene Abschnitt Knappenrode–Spreewitz für den Güterverkehr in Betrieb, die restliche Strecke bis zu den Einbindungen in beide Richtungen der Bahnstrecke Großenhain–Cottbus ist stillgelegt.
In „Fachkreisen“ wurde die Strecke als Kohleabfuhrbahn oder Kohlering bezeichnet.

## Geschichte
Im Jahr 1955 wurde aufgrund eines Ministerratsbeschlusses damit begonnen, in der Nähe der Ortschaft Schwarze Pumpe einen braunkohleverarbeitenden Betrieb, das spätere Gaskombinat Schwarze Pumpe, zu errichten. Als Folge wurde eine Anschlussstrecke zum Werk geplant und gebaut. Der erste Abschnitt von Knappenrode bis Schwarze Pumpe wurde bereits 1956 eröffnet. Um die Abfuhr der in Schwarze Pumpe hergestellten Produkte zu verbessern, wurde die Strecke bis 1959 sukzessive verlängert. Am 19. Mai 1959 wurde die Strecke bei Bahnsdorf in die Bahnstrecke Großenhain–Cottbus eingebunden und damit die Verbindung Richtung Cottbus hergestellt.
Nachfolgend wurden weitere Verbindungsstrecken gebaut und in Betrieb genommen:
- Abzw Sornoer Buden Ost – Abzw Sornoer Buden West am 25. April 1964
- Spreewitz – Abzw Spreewitz Nord (und weiter Richtung Graustein) am 24. Mai 1963
- Spreewitz Nord – Spreewitz Süd am 1. April 1967

Die Strecke diente eine Zeit lang dem Berufsverkehr für die Arbeiter des Gaskombinates Schwarze Pumpe. Personenverkehr fand ferner bis zum 11. Dezember 2004 auch auf dem Streckenabschnitt Knappenrode–Abzw Spreewitz Süd (–Graustein–Cottbus) statt.

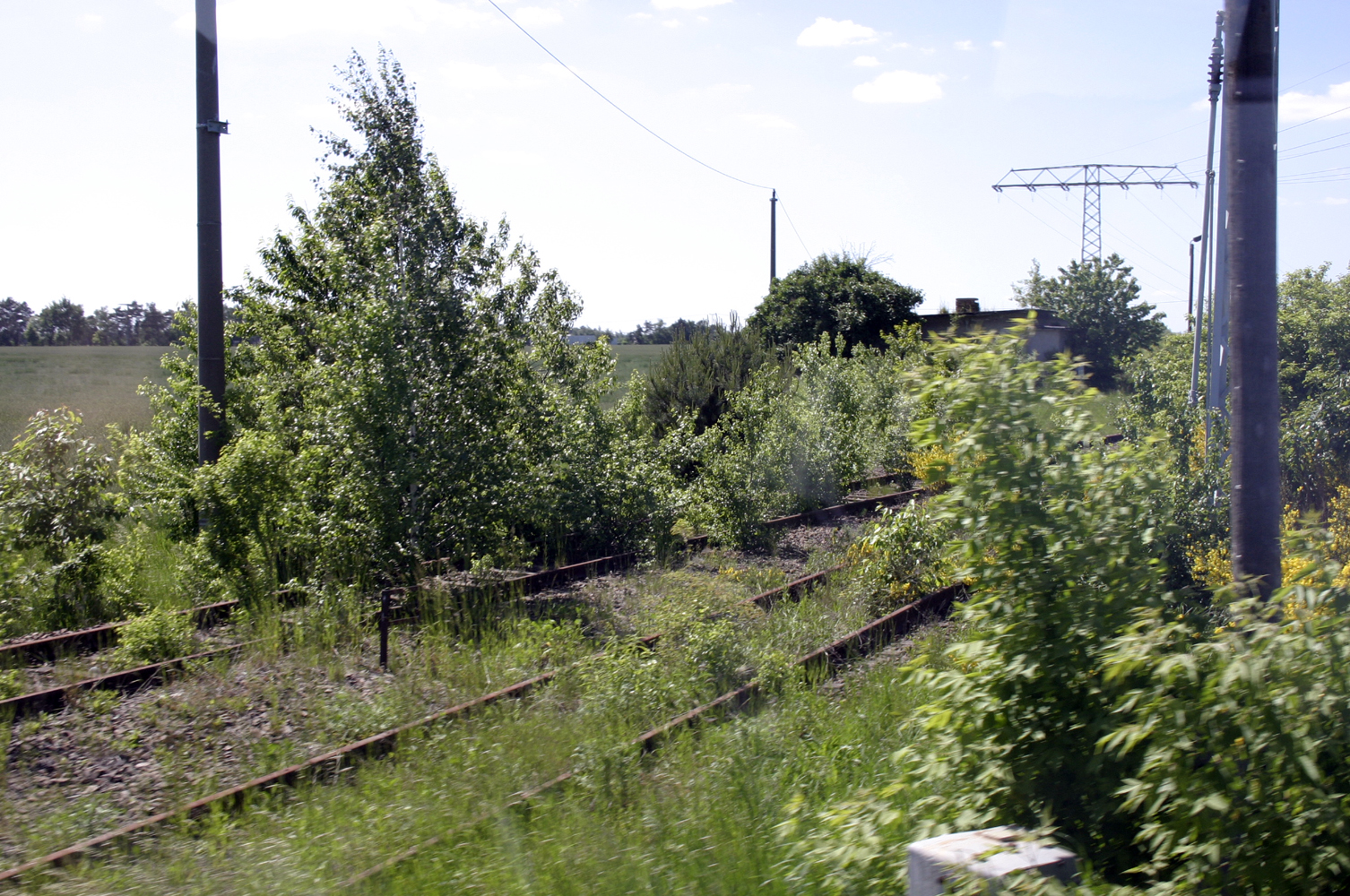
Stillgelegte Strecke bei Bluno (2010)

Heute steht nur noch der Abschnitt Knappenrode–Spreewitz für den öffentlichen Eisenbahnbetrieb zur Verfügung. Über diesen wird der Industriepark Schwarze Pumpe im Güterverkehr bedient. Der weiterführende Streckenabschnitt vom Kilometer 13,35 bis zum einstigen Streckenende bei Kilometer 37,47 am ehemaligen Abzweig Sornoer Buden West (Strecke 6218) sowie die rund 1,2 Kilometer lange Verbindungskurve zwischen den ehemaligen Abzweigen Sornoer Buden Ost und Sornoer Buden Nord (Strecke 6219) wurden am 31. Mai 2002 von der DB Netz AG stillgelegt, nachdem das Eisenbahn-Bundesamt am 7. August 2001 die dauernde Einstellung des Betriebs der Strecke genehmigt hatte. Zuvor war auf Grundlage entsprechender Genehmigungen des Eisenbahn-Bundesamts bereits das sogenannte Westgleis (Strecke 7312) im Abschnitt zwischen Abzw Weißkollm und Abzw Spreewitz Süd (etwa 5,8 Kilometer) am 15. August 1999 und im Abschnitt von Abzw Spreewitz Süd bis Spreewitz (rund 3 Kilometer) am 30. Oktober 2000 von der DB Netz AG stillgelegt worden.

## Elektrifizierung
Infolge der Ölkrise begann in den 1980er Jahren in der DDR ein groß angelegtes Elektrifizierungsprogramm. Darunter fiel auch die Strecke Knappenrode–Abzweig Sornoer Buden. Die Bauarbeiten begannen im Jahre 1987. Dabei wurden die Fahrleitungsmasten teilweise mit Hubschraubern der Interflug gesetzt. Ende des Jahres 1988 wurde die Fahrleitung unter Spannung gesetzt. Die Einspeisung erfolgte vom Umformerwerk Senftenberg. Zwischen dem Bahnhof Knappenrode und der Abzweigstelle Weißkollm wurde eine Schutzstrecke eingerichtet, ein Abschnitt der Fahrleitung, wo mittels eines spannungslosen Stückes zwei Speiseabschnitte getrennt werden.
Heute, da nur noch der Abschnitt bis Spreewitz befahren wird, ist die Fahrleitung über dem Westgleis und über dem Abschnitt Spreewitz–Sornoer Buden West abgeschaltet und abgebaut (oder entwendet) worden. Die Schutzstrecke ist mittlerweile ausgebaut.

## Zugverkehr
Von Anfang an diente die Strecke vor allem dem Güterverkehr. Auf ihr verkehrten sämtliche Zugarten, vor allem Ganzzüge mit Rohbraunkohle und Briketts beladen. Der Reiseverkehr spielte nur eine untergeordnete Rolle.
Der größte Teil der Rohbraunkohle ging zur Verbrennung in die Heizkraftwerke (z. B. Dresden-Altstadt) und wurde über dem Bahnhof Sabrodt versendet.
Über den Bahnhof Spreewitz verkehrten vor allem die Brikettzüge für die entsprechenden Abnahmestellen in der DDR. Weiterhin verkehrten Nahgüterzüge mit verschiedenen Frachten bis zum Bahnhof Hoyerswerda.
Der Reiseverkehr spielte nur eine untergeordnete Rolle, dennoch gab es vor allem in den Anfangsjahren fast auf der gesamten Strecke Personenzüge.
Im Bahnhof Schwarze Pumpe endeten die Züge von Hoyerswerda, welche die Arbeiter in Doppelstockzügen (zeitweise drei Doppelstockeinheiten DBv) zum Gaskombinat brachten. Die meisten Züge verkehrten über Knappenrode. Es gab jedoch einige Züge, die von Hoyerswerda kommend über Bluno an der Strecke nach Neupetershain verkehrten und den Bahnhof Schwarze Pumpe von Westen erreichten. Die Züge Neupetershain–Hoyerswerda nutzten nach Inbetriebnahme des Kohlerings ihn auf dem westlichen Abschnitt hinter Bluno Nord, die direkte Verbindung über Proschim-Haidemühl wurde geschlossen. 1967 wurde die Verbindung eingestellt.
1968 endete der Reiseverkehr zwischen Hoyerswerda und Schwarze Pumpe, die Arbeiter wurden fortan mit Bussen befördert. Danach diente der Bahnhof Schwarze Pumpe lediglich als Durchgangsbahnhof oder zum Auffangen von Zügen, welche die Bahnhöfe Sabrodt und Spreewitz wegen Überlastung nicht aufnehmen konnten.
Auch verkehrten jahrelang Dienstpersonenzüge zwischen Hoyerswerda und Sabrodt. In ihm fuhren die Eisenbahner mit, die auf den Betriebsstellen der Strecke ihren Dienst leisteten. Infolge des Schichtdienstes der Eisenbahn fuhr dieser Zug jeweils zum Schichtwechsel. Sein Laufweg war von Hoyerswerda über Knappenrode, Knappenrode Süd, Abzw Weißkollm, Spreewitz und Schwarze Pumpe nach Sabrodt. Auf der Rückfahrt entfiel der Weg über Knappenrode Süd.
Nach 1990 änderten sich die Verkehrsströme grundlegend. Von Bf Sabrodt verkehrten nur noch die Züge mit Rohbraunkohle für die Heizkraftwerke in Dresden und Pirna. Dies endete mit der Umstellung der Heizungsart in den jeweiligen Heizkraftwerken.
Dem Bahnhof Spreewitz oblag nun der gesamte Güterverkehr für das Gaskombinat und später für den Industriepark Schwarze Pumpe. Seit der Stilllegung des Streckenabschnitts Spreewitz–Sornoer Buden wurde und wird der gesamte Verkehr über Knappenrode abgefahren. Nun wurden keine Rohbraunkohle und kaum noch Briketts versendet. Dafür fuhr man jetzt Gips (ein Abfallprodukt, das in den Kraftwerken bei der Entschwefelung entsteht), Müll, Kalkstein, Papier und Kohlenstaub. Ab 2005/06 begann auch wieder der Versand von Rohbraunkohle für das Heizkraftwerk Chemnitz-Nord.
Des Weiteren fuhren Personenzüge auf dem Abschnitt Knappenrode–Spreewitz Süd. Über diese Strecke gelangten die Züge von Hoyerswerda nach Spremberg und Cottbus. Nach der Neugliederung und der Übertragung des Reiseverkehrs auf die Länder beziehungsweise Zweckverbände befuhr die Regionalbahnlinie RB 47 den Abschnitt im Auftrag des Verkehrsverbunds Oberelbe (VVO) und des Verkehrsverbunds Berlin-Brandenburg (VBB). Der VVO stellte den Verkehr trotz erheblicher Proteste zum Fahrplanwechsel 2004 ein. Seit dieser Zeit gibt es auf dieser Strecke keinen regelmäßigen Personenverkehr mehr.

## Zukunft
Der Abschnitt von Knappenrode nach Spreewitz Süd könnte zukünftig wieder Personenzüge erhalten: Im Maßnahmenpaket der Bundesregierung ist eine durchgehende Verbindung Cottbus – Spremberg – Hoyerswerda – Kamenz – Dresden sowie die Elektrifizierung vorgesehen.

## Betriebsstellen
Knappenrode
Der Bahnhof, der an der Hauptbahn Węgliniec–Roßlau liegt, war jahrzehntelang einer der wichtigsten Bahnhöfe. In ihm begannen die Strecken nach Sornoer Buden und Bautzen (über Knappenrode Süd). Ausgerüstet war der Bahnhof mit zwei mechanischen Stellwerken W 1 und B 2 der Bauform Einheit mit Bahnhofsblock 51 (Gleichstrombahnhofsblock). Das Empfangsgebäude erlangte zwar nie die ihm zugedachte Bedeutung, ist aber heute noch vorhanden. Des Weiteren befinden sich auf dem Bahnhof ein Güterschuppen, eine Halle der ehemaligen Brückenmeisterei und eine zusätzliche Fahrkartenausgabe. Alle diese Gebäude sind heute noch vorhanden, werden aber nicht mehr benutzt.
Weißkollm
Dieser ehemalige Bahnhof, wo sich die Strecken von Knappenrode und Königswartha vereinigten, wurde im Laufe der Zeit mehrmals umgebaut. Aus dem Bahnhof wurde eine Abzweig und seit November 2007 eine Blockstelle. Die ehemalige Stellwerkstechnik, ein mechanisches Einheitsstellwerk mit Relaisblock 51, wurde mittlerweile ausgebaut und durch vereinfachte Technik für Blockstellen ersetzt.
In Weißkollm beginnen die beiden eingleisigen Strecken (Ost- und Westgleis), die wechselseitig befahren wurden. Das Westgleis wurde im Jahre 1999 bis Spreewitz Süd stillgelegt. Mittlerweile wurde mit dem Umbau des Abzweigs zur Blockstelle die Verbindung zur Einfahrt in das Gleis gekappt.
Spreewitz

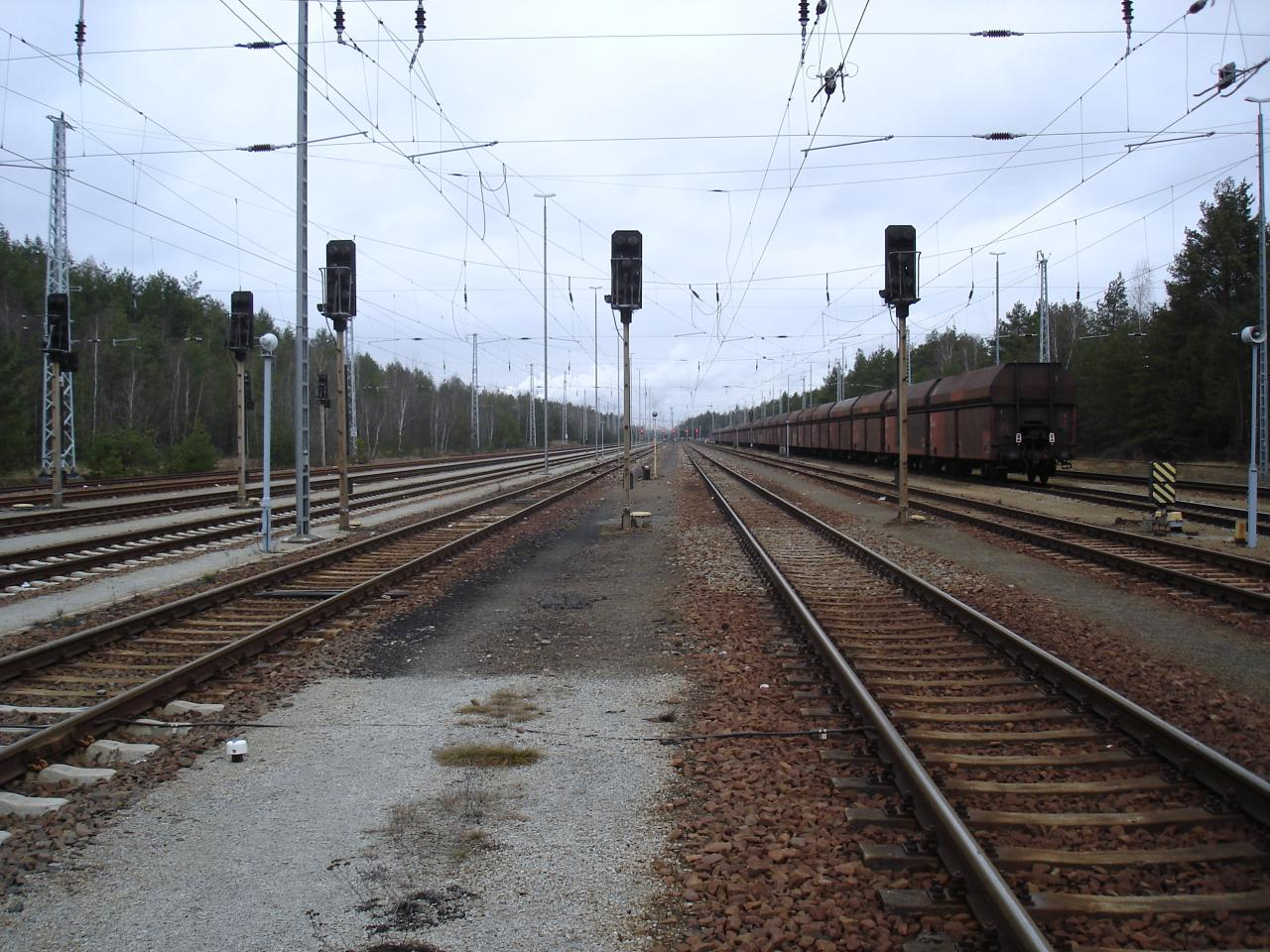
Bahnhof Spreewitz (2008)

Die Gleisanlagen des Bahnhofes sind sehr großzügig angelegt. Dies war erforderlich, um die anfallenden enormen Güterverkehrsströme zu bewältigen. Hier ist seit der Inbetriebnahme des Bahnhofs ein Spurplanstellwerk (B 1, Bauform GS II Sp64b) vorhanden. Die Besonderheit des Bahnhofes lag darin, dass die Abschnitte bis Spreewitz Süd, Spreewitz Nord und die Verbindungsstrecke Spreewitz Nord–Spreewitz Süd zum Bahnhofsbereich gehörten und ferngesteuert wurden bzw. werden.
Schwarze Pumpe

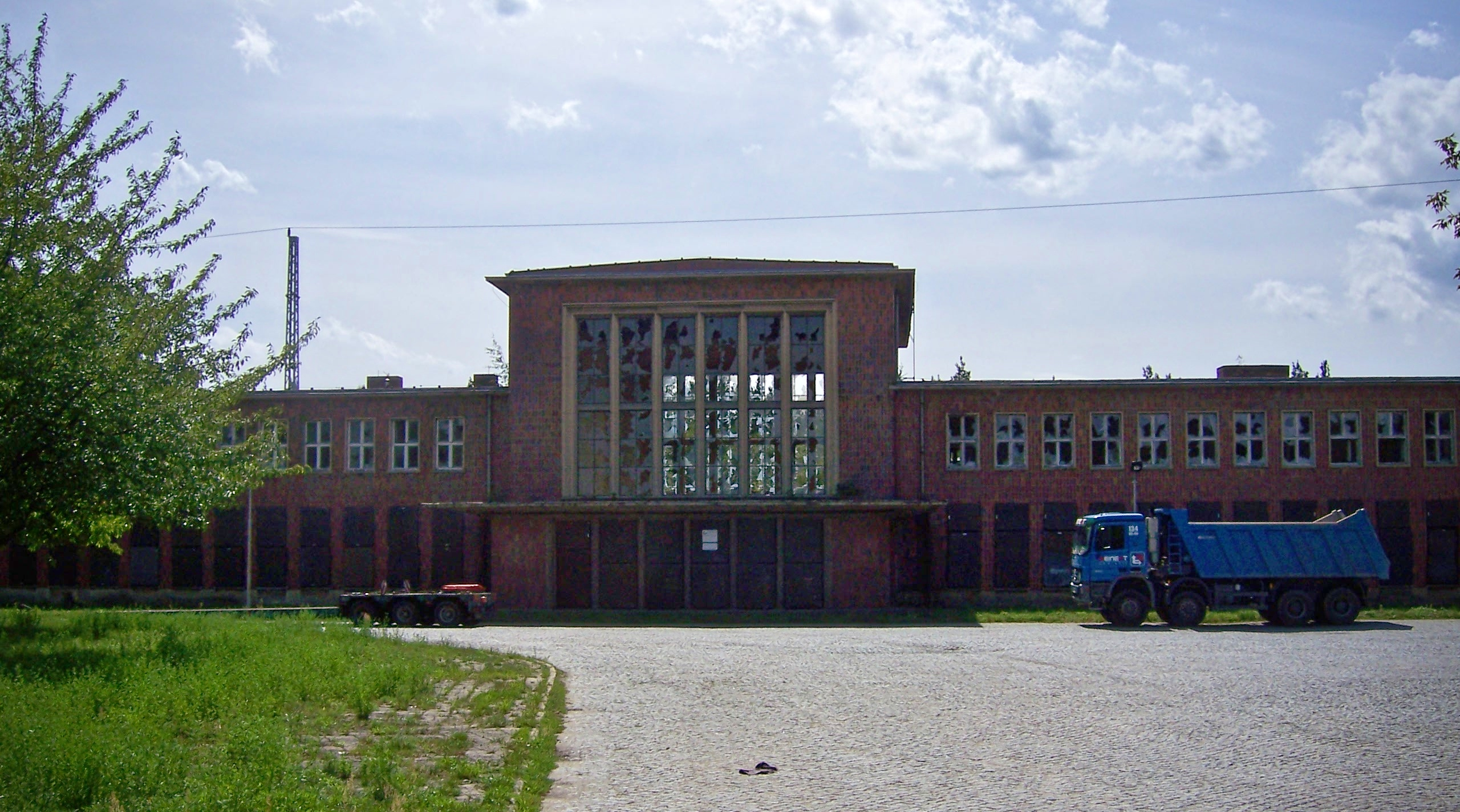
Das verfallene Bahnhofsgebäude in Schwarze Pumpe (2008)

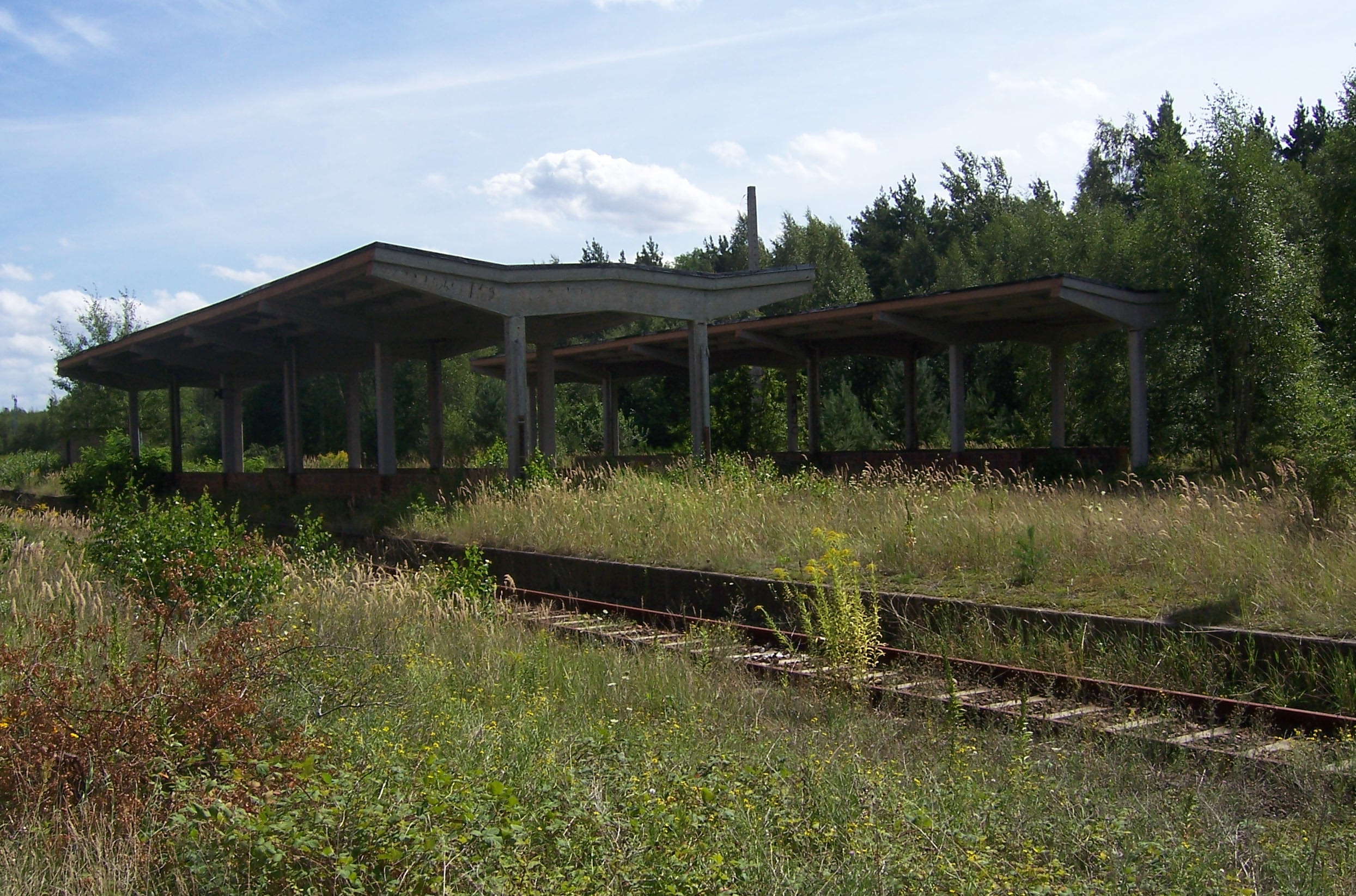
Bahnsteige in Schwarze Pumpe (2008)

Durch die Übertragung des Reiseverkehrs erhielt der Bahnhof ein sehr imposantes Empfangsgebäude, welches mit der Architektur des ehemaligen Potsdamer Hauptbahnhofes (heute Bahnhof Potsdam Pirschheide) vergleichbar ist. Des Weiteren erhielt der Bahnhof vier Bahnsteige für die Bewältigung des hohen Reiseverkehrsaufkommens.
Ausgerüstet war der Bahnhof mit zwei Stellwerken (W 1 und B 2) und einem mech. Einheitsstellwerk mit Relaisblock 51. Ende 2015 begannen die Abrissarbeiten des Bahnhofs, da das Gelände für die Südanbindung des Industrieparks Schwarze Pumpe benötigt wird. Die Abrissarbeiten sollen bis Ende Februar 2016 abgeschlossen sein.
Sabrodt
Der Bahnhof Sabrodt wurde infolge der Elektrifizierung komplett umgebaut. Die beiden Gleise Richtung Bluno Nord und die entsprechende Abzweigstelle wurden in den Bahnhof mit integriert. Dafür rüstete man den Bf Sabrodt mit einem Spurplanstellwerk der seinerzeit modernsten verfügbaren Bauform (GS III Sp68) aus.
Für die Verladung von Rohbraunkohle existierte eine von der Braunkohleindustrie errichtete Siebanlage mit direkter Bahnverladung. Der Bahnhof sollte zum Systemwechselbahnhof zwischen den Bahnstromsystemen der Deutschen Reichsbahn und der Grubenbahn ausgebaut werden.
Lieske
Der Bahnhof Lieske hatte ein Empfangsgebäude und war mit einem Gleisbildstellwerk der Bauform II ausgerüstet. Der Bahnhof hatte neben dem durchgehenden Hauptgleis nur ein Kreuzunggleis und ein Gleis an einer kombinierten Kopf- und Seitenrampe. Die nur kurze Zeit hier von Hoyerswerda nach Neupetershain verkehrenden Personenzüge fuhren hier durch.
Abzw Sornoer Buden Ost
Die Abzweigstelle wurde mit einem Gleisbildstellwerk der Bauform II ausgerüstet und stellte die Abzweigstellen Nord und West fern.